# Macromantis hyalina
Macromantis hyalina es una especie de mantis de la familia Mantidae.

## Distribución geográfica
Se encuentra en Venezuela, Brasil, Belice, Costa Rica, Ecuador, Guayana Francesa, Colombia,  Nicaragua,  Panamá, Perú y Surinam.